# Гермес (масонская ложа)
Гермес — русская масонская ложа, созданная в Париже русскими эмигрантами в 1924 году.

## Ложа «Гермес» № 535 ВЛФ
8 октября 1924 года состоялось учредительное собрание, на котором было принято решение основать ложу под именем «Гермес». На этом собрании был подписан акт об учреждении и направлено коллективное прошение о принятии ложи под юрисдикцию Великой ложи Франции. 3 ноября 1924 года прошла инсталляция ложи, на которой ложа была официально создана и принята в Великую ложу Франции. В Великой ложе Франции ей был присвоен № 535.
Как и все ложи Великой ложи Франции, ложа «Гермес» работала по Древнему и принятому шотландскому уставу. Первоначально проводила собрания каждую третью субботу месяца. В 1924—1928, и после войны, собиралась в главном масонском храме ВЛФ по адресу; улица Пюто, 8. С 1926 года и до войны чаще проводила собрания в русском масонском доме на улице Иветт, 29.
В связи с уменьшением численности, 8 декабря 1956 года ложа «Гермес» присоединилась к ложе «Астрея» № 500 (ВЛФ). Затем была воссоздана уже, как французская ложа.
В ложу входили русские эмигранты. Общая численность ложи за 32 года (с 1924 по 1956 год) составила 134 масона.